# Sfinga (mitologija)
Sfinga je v grški mitologiji krilata pošast, ki je imela sprednji del device in zadnji del leva. Živela je v Tebah, natančneje pred tebanskim obzidjem, kjer je vsakemu popotniku zastavila vprašanje: „Kdo hodi zjutraj po štirih, opoldne po dveh in zvečer po treh?“ in ubila vsakogar, ki nanj ni znal odgovoriti. Ojdip je rešitev odkril in odgovoril: "To je človek. Kot dojenček se plazi po štirih, kot odrasel hodi po dveh, na stara leta pa potrebuje palico." Poražena Sfinga se je nato vrgla v prepad.